# Івановаць
45°29′ пн. ш. 18°38′ сх. д. / 45.48° пн. ш. 18.64° сх. д.
Івановаць (хорв. Ivanovac) — населений пункт у Хорватії, у Осієцько-Баранській жупанії у складі громади Антуноваць.

## Населення
Населення за даними перепису 2011 року становило 1522 осіб.
Динаміка чисельності населення поселення:

## Клімат
Середня річна температура становить 11,09 °C, середня максимальна – 25,64 °C, а середня мінімальна – -6,30 °C. Середня річна кількість опадів – 661 мм.
| Клімат поселення                              | Клімат поселення | Клімат поселення | Клімат поселення | Клімат поселення | Клімат поселення | Клімат поселення | Клімат поселення | Клімат поселення | Клімат поселення | Клімат поселення | Клімат поселення | Клімат поселення | Клімат поселення |
| Показник                                      | Січ.             | Лют.             | Бер.             | Квіт.            | Трав.            | Черв.            | Лип.             | Серп.            | Вер.             | Жовт.            | Лист.            | Груд.            |                  |
| Середній максимум, °C                         | 5,89             | 8,10             | 12,69            | 17,37            | 22,70            | 25,64            | 25,40            | 25,04            | 20,98            | 15,50            | 9,50             | 5,59             |                  |
| Середня температура, °C                       | −0,2             | 2,00             | 6,60             | 11,30            | 16,62            | 19,60            | 21,23            | 20,90            | 16,80            | 11,35            | 5,39             | 1,40             |                  |
| Середній мінімум, °C                          | −6,3             | −4,04            | 0,51             | 5,20             | 10,56            | 13,50            | 17,10            | 16,79            | 12,70            | 7,20             | 1,20             | −2,7             |                  |
| Норма опадів, мм                              | 43               | 38               | 42               | 51               | 60               | 82               | 64               | 62               | 51               | 56               | 62               | 50               |                  |
| Середньомісячна швидкість вітру, м/с          | 2.30             | 2.55             | 2.81             | 2.70             | 2.40             | 2.20             | 2.20             | 2.00             | 2.00             | 2.14             | 2.27             | 2.36             |                  |
| Середньомісячна сонячна радіація, кДж/м²·день | 4255             | 6927             | 10900            | 15530            | 19419            | 21637            | 22189            | 20385            | 14963            | 9457             | 4781             | 3547             |                  |
| --------------------------------------------- | ---------------- | ---------------- | ---------------- | ---------------- | ---------------- | ---------------- | ---------------- | ---------------- | ---------------- | ---------------- | ---------------- | ---------------- | ---------------- |
| Джерело:                                      |                  |                  |                  |                  |                  |                  |                  |                  |                  |                  |                  |                  |                  |